# Thomas Gibson
Thomas Ellis Gibson (født 3. juli 1962) er en amerikansk skuespiller. Gibson er bedst kendt fra tv-serien Et umage par og Criminal Minds.

## Tidligt liv og uddannelse
Gibson er den yngste af fire. Hans interesse i scenekunst begyndte i en ung alder. Gibson blev fascineret af Louis Armstrong. Han og hans søster var på en svømmehold sammen, og de frekventerede et pizzeria efter deres svømmemøde. Det var på denne pizzeria at Gibson så ville synge sammen med et Dixieland band, komplet med hans forsøg på en Louis Armstrong stemme. 
Som barn blev Gibson indskrevet i Little Theater School og senere dimitterede fra Bishop England High School. Han gik på College of Charleston (1979-1981) og blev en praktikant på Alabama Shakespeare Festival, hvor han blev opfordret til at gå på den prestigefyldte Juilliard School. Efter halvandet år på Charleston, vandt Gibson et legat til Juilliards Drama Division ( Gruppe 14: 1981-1985), , hvor han dimitterede med en Bachelor of Fine Arts i 1985.

## Filmografi
- The Kennedys of Massachusetts som Peter Fitzwilliam (Miniserie) (1990)
- Far and Away som Stephen Chase (1992)
- Tales Of The City som Beauchamp (Miniserie) (1993)
- Love and Human Remains som David (1993)
- Chicago Hope som Dr. Danny Nyland )(Tv-serie) (1994-1997)
- Louisa May Alcott's The Inheritance som James Percy (Tv film) (1997)
- Et umage par som Greg Montgomery (Tv-serie) (1997 – 2002)
- Stardom som Renny Ohayon (film) (2000)
- The Flintstones in Viva Rock Vegas som Chip Rockefeller (film) (2000)
- Psycho Beach Party som Kanaka (film) (2000)
- The Monkey King som Nicholas Orton (Miniserie) (2001)
- Evil Never Dies som Detective Mark Ryan (Tv film) (2003)
- Raising Waylon som Reg (TV Movie) (2004)
- Criminal Minds som Agent Aaron Hotchner (2005-nu)(Tv-serie)

## Personlige liv
Han har siden 1993 været gift med Christina Gibson, og sammen har de tre børn:
- James Parker (1999)
- Travis Carter (2002)
- Agatha Marie (2004).

Familien bor i San Antonio, Texas.